# 渭南郡
渭南郡，中国南北朝时设置的郡。
北魏孝昌三年（527年）置，治所在南新丰县（西魏改名渭南县，在今陕西省渭南市东南）。属雍州。辖今陕西省渭南市东南一带。北周建德二年（573年）废。